# 格雷貝尼舒德肯皮耶鄉
46°36′N 24°18′E / 46.6°N 24.3°E
格雷貝尼舒德肯皮耶鄉（羅馬尼亞語：Comuna Grebenișu de Câmpie, Mureș），是羅馬尼亞的鄉份，位於該國中部，由穆列什縣負責管轄，面積28平方公里，海拔高度326米，2007年人口1,637，人口密度每平方公里58人。